# Krasków (województwo opolskie)
Krasków (niem. Kraskau, 1936-1945 Grasenau) – wieś w Polsce, położona w województwie opolskim, w powiecie kluczborskim, w gminie Kluczbork.
W latach 1975–1998 miejscowość administracyjnie należała do ówczesnego województwa opolskiego.